# The Cellar Door
The Cellar Door (Brasil: O Porão ) é um filme norte-americano, dos gêneros terror e suspense, dirigido por Matt Zettell.